# Society for Sedimentary Geology
Die Society for Sedimentary Geology (SEPM) ist eine internationale Non-Profit-Organisation für Sedimentologie, Stratigraphie, Paläontologie, marine Geologie, Hydrogeologie, Umweltwissenschaften und verwandte Gebiete mit Sitz in Tulsa, Oklahoma. Das Kürzel SEPM stammt von dem früheren Namen der Gesellschaft Society of Economic Paleontologists and Mineralogists (gegründet 1926). 
Einer der Gründer war Raymond C. Moore, der 1928 deren Präsident war.
Sie geben die Zeitschriften Journal of Sedimentary Research (JSR) und PALAIOS heraus, veröffentlichen eine Reihe Special Publications und haben ein Newsletter The Sedimentary Record. Die Gesellschaft organisiert Workshops und Konferenzen und vergibt mehrere Preise. Ihr Hauptpreis ist die William H. Twenhofel Medal und für Paläontologie die Raymond C. Moore Medal for Paleontology. Außerdem vergeben sie die Francis P. Shepard Medal für marine Geologie, die Francis J. Pettijohn Medal für Sedimentologie und den James Lee Wilson Award in Sedimentologie für Nachwuchswissenschaftler. Außerdem gibt es eine Ehrenmitgliedschaft und einen Distinguished Service Award für Mitglieder.